# Echinopsis cabrerae
Echinopsis cabrerae är en kaktusväxtart som först beskrevs av R. Kiesling, och fick sitt nu gällande namn av Gordon Douglas Rowley. Echinopsis cabrerae ingår i släktet Echinopsis och familjen kaktusväxter. Inga underarter finns listade i Catalogue of Life.